# メアリー・ルイーザ・モールズワース
メアリー・ルイーザ・モールズワース（Mary Louisa Molesworth、1839年5月29日 - 1921年1月20日）は、イギリスの小説家。一般にはモールズワース夫人（Mrs Molesworth）として知られる。

## 概略
1839年、オランダのロッテルダムに生まれる。旧姓はスチュアート（Stewart）。2年後に家族でイギリスに帰国し、マンチェスターで暮らす。14歳のときにスイスの寄宿学校で1年ほど過ごす。1861年、軍人のリチャード・モールズワースと結婚。子供を7人もうけるも、1879年離婚。フランスやドイツで過ごしたあと、1885年ロンドンに戻り、1921年に亡くなる。
小説は1870年頃より大人向けの小説をエニス・グラハム（Ennis Graham）の筆名で執筆していたが、その後、子供向けの物語を書くようになり、生涯に大人向けの小説9冊、児童書86冊を残した。
代表作の一つである『かっこう時計』は1877年に出版され、ネズビット、ボストン、ピアスらに影響をあたえた。また、アガサ・クリスティの小説『運命の裏木戸』では、主人公タペンスの子供の頃の愛読書として、モールズワース夫人のThe Cuckoo Clock、The Tapestry Roomなどが取りあげられている。

## 代表作
- Tell Me a Story (1875) - お話しして
- Carrots (1876) - キャロッツ
- The Cuckoo Clock (1877) - かっこう時計
- The Tapestry Room (1879) - 壁かけの部屋
- Christmas-Tree Land (1886) - クリスマスツリーの国
- The Carved Lions (1895) - 彫刻のライオン

## 日本語訳書
- 『かっこう時計』（The Cuckoo Clock、夏目道子訳、赤木かん子解説、福武文庫、1989年）